# Obergericht Rostock
Das Obergericht Rostock war ein Gericht der Hohen Gerichtsbarkeit in Rostock.

## Geschichte
Am 24. Juni 1218 bestätigte Heinrich Borwin I. das lübische Stadtrecht der Stadt Rostock. Dies war die erste urkundliche Erwähnung Rostocks. Teil dieses Rechtes war auch die niedere und hohe Gerichtsbarkeit. Gegen Urteile der Rostocker Gerichte war Appellation zum Oberhof Lübeck möglich. Nahm ursprünglich der Magistrat der Stadt die hohe Gerichtsbarkeit war, erfolgte am Ausgang des Mittelalters eine Spezialisierung. Ab 1435 wurde die hohe Gerichtsbarkeit vom städtischen Obergericht Rostock wahrgenommen. Mit dem Ersten Rostocker Erbvertrag wurde das Recht der Stadt auf die hohe Gerichtsbarkeit bestätigt. Appellationsinstanz war das oberste Mecklenburgische Gericht, das Hof- und Landgericht zu Güstrow. Nachdem Mecklenburg das Privilegium de non appellando war dies dann auch die letzte Instanz.
Das Obergericht Rostock war für die Stadt Rostock zuständig. Daneben bestand in der Stadt die Justizkanzlei Rostock, die für den Domanialbesitz und die Patrimonialgerichte als Instanzengericht diente.
Am 1. Oktober 1818 wurde das Oberappellationsgericht Parchim für beide Mecklenburgischen Staaten als Oberappellationsgericht gegründet. Im Jahre 1840 wurde es nach Rostock verlegt. Gerichte zweiter Instanz waren die Justizkanzleien Schwerin, Güstrow und Rostock. In Rostock blieb das Obergericht Rostock weiter in Funktion.
Mit der Verordnung zur Ausführung des Gerichtsverfassungsgesetzes vom 27. Januar 1877 vom 31. Mai 1879 wurden die Änderungen der Reichsjustizgesetze umgesetzt. Die bisherigen Gerichte, darunter das Obergericht Rostock, wurden aufgehoben und es wurden 43 Amtsgerichte, drei Landgerichte (darunter das Landgericht Rostock) und ein Oberlandesgericht geschaffen.
Die Gerichtsunterlagen für die Zeit von 1435 bis 1879 umfassen 300 Meter und befinden sich im Archiv der Hansestadt Rostock.